# Seki Kentaro
Seki Kentaro (関 憲太郎 Seki Kentarō, sinh ngày 9 tháng 3 năm 1986) là một cầu thủ bóng đá người Nhật Bản thi đấu cho Vegalta Sendai.

## Thống kê câu lạc bộ
Cập nhật đến ngày 23 tháng 2 năm 2018.
| Thành tích câu lạc bộ | Thành tích câu lạc bộ | Thành tích câu lạc bộ | Giải vô địch | Giải vô địch | Cúp                   | Cúp                   | Cúp Liên đoàn | Cúp Liên đoàn | Tổng cộng | Tổng cộng |
| Mùa giải              | Câu lạc bộ            | Giải vô địch          | Số trận      | Bàn thắng    | Số trận               | Bàn thắng             | Số trận       | Bàn thắng     | Số trận   | Bàn thắng |
| Nhật Bản              | Nhật Bản              | Nhật Bản              | Giải vô địch | Giải vô địch | Cúp Hoàng đế Nhật Bản | Cúp Hoàng đế Nhật Bản | J. League Cup | J. League Cup | Tổng cộng | Tổng cộng |
| --------------------- | --------------------- | --------------------- | ------------ | ------------ | --------------------- | --------------------- | ------------- | ------------- | --------- | --------- |
| 2008                  | Vegalta Sendai        | J2 League             | 0            | 0            | 0                     | 0                     | -             | -             | 0         | 0         |
| 2009                  | Vegalta Sendai        | J2 League             | 0            | 0            | 0                     | 0                     | -             | -             | 0         | 0         |
| 2010                  | Yokohama FC           | J2 League             | 13           | 0            | 1                     | 0                     | -             | -             | 14        | 0         |
| 2011                  | Yokohama FC           | J2 League             | 38           | 0            | 1                     | 0                     | -             | -             | 39        | 0         |
| 2012                  | Yokohama FC           | J2 League             | 8            | 0            | 1                     | 0                     | -             | -             | 9         | 0         |
| 2013                  | Vegalta Sendai        | J1 League             | 0            | 0            | 1                     | 0                     | 0             | 0             | 1         | 0         |
| 2014                  | Vegalta Sendai        | J1 League             | 33           | 0            | 1                     | 0                     | 1             | 0             | 35        | 0         |
| 2015                  | Vegalta Sendai        | J1 League             | 2            | 0            | 3                     | 0                     | 4             | 0             | 9         | 0         |
| 2016                  | Vegalta Sendai        | J1 League             | 20           | 0            | 1                     | 0                     | 4             | 0             | 25        | 0         |
| 2017                  | Vegalta Sendai        | J1 League             | 14           | 0            | 1                     | 0                     | 6             | 0             | 21        | 0         |
| Tổng                  | Tổng                  | Tổng                  | 128          | 0            | 10                    | 0                     | 15            | 0             | 153       | 0         |